# Gottfried Tritten
Gottfried Tritten (* 13. Dezember 1923 in der Lenk; † 15. Januar 2015 in Thun) war ein Schweizer Maler, Zeichner und Kunstpädagoge.

## Leben
Gottfried Tritten wuchs im Berner Oberland auf. Er besuchte 1939–1943 das Gymnasium Burgdorf und 1943–1948 die Kunstgewerbeschule Basel, wo er das Zeichenlehrerdiplom erlangte. 1948–1951 studierte er an den Universitäten Basel und Bern Kunstgeschichte, Philosophie und Psychologie. 1950–1970 hatte er einen Lehrauftrag für Zeichenunterricht/Bildnerisches Gestalten am Lehrerinnenseminar Thun. 1968–1984 war er zudem mit einem Lehrauftrag am Centre de Formation du Corps enseignant secondaire der Universität Bern betraut.
Tritten gilt neben Johannes Itten als einer der angesehensten Schweizer Wegbereiter der Kunstvermittlung und -erziehung. Dafür erhielt er 1985 von der Universität Bern den Ehrendoktor. Den ersten Teil seines Lebens widmete er vor allem der Pädagogik, den zweiten vermehrt der Malerei.

## Werk
Wichtig für Trittens künstlerische Entwicklung waren verschiedene Auslandsreisen, besonders drei Marokkoaufenthalte in den Jahren 1951–1957 und eine Griechenlandreise 1959. Bis 1955 entstanden mehrheitlich figurative Bilder (Landschaft, Tier, Figur). Die Werke von 1958 bis 1967, beeinflusst durch den Abstrakten Expressionismus, stellten einen schrittweisen Übergang zur gestischen Abstraktion dar. Ab den 1970er Jahren suchte Tritten eine Synthese der bildnerischen Mittel von Malerei, Zeichnung und Schrift.

## Ausstellungen (Auswahl)
- 1986: Gottfried Tritten, Kunstmuseum Thun, Thun
- 1987: Musée cantonal des Beaux-Arts, Sitten
- 1992–1993: Retrospektive, Kaupungin Taidemuseo, Helsinki
- 2003: Fondation Louis Moret, Martigny
- 2009: Fondation Gianadda, Martigny
- 2011: Retrospektive (1998–2011), Cloître de St. Ursanne, St. Ursanne
- 2023: Gesamt-Retrospektive zum 100. Geburtstag, Galerie Artiz, Prêles

## Werke im öffentlichen Raum
- Lenk, Kirche, Glasbilder, 2005–2010
- Siders, Kapelle der Klinik Sainte Claire, 1990
- Thun, Rathaus, Eingangshalle, Tapisserie 1964–1965
- Thun, Regionalspital, Zeichen, Spiegelrelief
- Kraftwerke Sitten, Lux, 1989, Installation
- Sitten, Regionalspital, Zeichen der Liebe, 1983–85, Installation.

## Auszeichnungen
- 1953: Eidgenössisches Stipendium für angewandte Kunst
- 1985: Ehrendoktor der Universität Bern
- 1986: Thuner Kulturpreis[4]

## Publikationen
- Gestaltende Kinderhände. Otto Maier Verlag, Ravensburg 1959, 5. Auflage 1980, ISBN 3-258-02966-0.
- Erziehung durch Farbe und Form. Ein methodisches Handbuch für das bildnerische Gestalten und Denken. Paul Haupt, 3. Auflage Bern 1981, ISBN 3-258-01233-4.
- Malen. Handbuch der bildnerischen Erziehung. Paul Haupt, Bern/Stuttgart 1985, ISBN 3-258-03502-4.